# 密里察儿
密里察儿（蒙古語: Miričar，？—1267年），13世紀後期蒙古帝国華北方面探馬赤（边境鎮戍軍）副将。《元史·世祖本紀》又作塔剌渾火儿赤（Tarγun Qorči）。
密里察儿是蒙古开国四杰之一博爾忽的曾孙，華北探馬赤指揮官塔察儿之孫。密里察儿之父别里虎䚟在1258年（戊午）与南宋作战时陣亡，密里察儿被南宋遠征主帅忽必烈任命为屯駐河南的探馬赤指揮官。中統三年（1262年），蒙古对南宋前線，在西部设立「河南統軍司」，在東部设立「山東統軍司」，密里察儿担任河南路統軍使。密里察儿統轄「河南統軍司」，東距亳州、西至均州，河南一带諸万户都隶属于他。
中統五年（1264年），河南統軍司上言，南宋前線屯田民為保甲、丁壮、射生軍，共三千四百人，分驻沿边州郡、请求免除其他徭役。忽必烈同意，新編成的「保甲・丁壮・射生軍」達魯花赤由密里察儿担任。
密里察儿後参加襄陽樊城之战、至元四年（1267年）陣亡。密里察儿的官位由其弟宋都䚟继承。密里察儿長子阿魯灰，在叔父宋都䚟死後，襲領其軍。至元十八年（1281年）担任江西道都元帥，驻守江西地方，之后去世。泰定元年（1324年），追赠密里察儿明威将军，洪泽屯田万户府达鲁花赤，追封平阳郡侯。

## 家族
- 博爾忽（Boroqul noyan, بورقول نويان/būrqūl nūyān）
  - 行省兵馬都元帥塔察儿（Taγačar）
    - 行省兵馬都元帥别里虎䚟（Belgütei）
      - 蒙古軍万户密里察儿（Miričar）
        - 江西道都元帥阿魯灰（Alqui）
          - 亦乞列歹（Ikirete）

        - 蒙古軍万户伯里閣不花（Berke buqa）
          - 服都万户昔里別吉（Siri begi）
            - 万户合撒儿（Qasar）

      - 蒙古軍万户宋都䚟（Sondutai）